# Anolis ricordi
Anolis ricordi este o specie de șopârle din genul Anolis, familia Polychrotidae, descrisă de Auguste Henri André Duméril și Bibron 1837.

## Subspecii
Această specie cuprinde următoarele subspecii:
- A. r. ricordi
- A. r. leberi
- A. r. subsolanus
- A. r. viculus